# Seki jezik
Seki jezik (ISO 639-3: syi; isto i beseki, bulu, seke, sekiana, sekiani, sekiyani, sekyani, sheke, shekiyana), nigersko-kongoanski jezik iz skupine pravih sjeverozapadnih bantu jezika u zoni B, kojim govori oko 14 690 ljudi, poglavito u Ekvatorijalnoj Gvineji 11 000  (Johnstone and Mandryk 2001), u obalnom području i 3 690 u Gabonu (2000).
Seki je jedan od 10 jezika podskupine kele (B.20).

## Vanjske poveznice
- Ethnologue (14th)
- Ethnologue (15th)
- The Seki Language